# Bretagne Classic 2024
De 88e editie van de Franse wielerwedstrijd de Bretagne Classic vond in 2024 bij de mannen werd verreden op 25 augustus. De wedstrijd was onderdeel van de mannen.
Titelverdediger was de Fransman Valentin Madouas, deze editie werd hij 44e. Opvolger van Madouas werd de Zwitser Marc Hirschi die, na Rolf Järmann in 1995, de tweede Zwitserse renner werd die deze wedstrijd won.

## Verslag
Start- en finishplaats van deze wedstrijd was Plouay, een gemeente dat onderdeel is van het departement Morbihan, en had een lengte van bijna 260 kilometer.
Het merendeel van de wedstrijd reed er een kopgroep van twee renners aan de kop van de wedstrijd. Dit waren de Deen Christopher Juul-Jensen en de Zwitser Silvan Dillier. Ongeveer zestig kilometer voor de finish werden zij bijgehaald door het peloton. Hierdoor zagen meerdere renners hun kans schoon en trokken geregeld in de aanval. Op zo'n 3,5 kilometer voor de eindstreep volgde een alles vernietigende aanval van Hirschi waardoor hij door het peloton niet meer kon worden bijgehaald. In de sprint van het peloton reed Paul Magnier voor Magnus Cort en Arnaud De Lie naar een tweede plaats. Beste Nederlander werd Nils Eekhoff die als 31e finishte.

## Uitslag
| Plaats  | Naam              | Ploeg                           | tijd     |
| ------- | ----------------- | ------------------------------- | -------- |
| Winnaar | Marc Hirschi      | UAE Team Emirates               | 6u09'35" |
| 2       | Paul Magnier      | Soudal Quick-Step               | + 1"     |
| 3       | Magnus Cort       | Uno-X Mobility                  | z.t.     |
| 4       | Arnaud De Lie     | Lotto-Dstny                     | z.t.     |
| 5       | Thibau Nys        | Lidl-Trek                       | z.t.     |
| 6       | Dorian Godon      | Decathlon AG2R La Mondiale Team | z.t.     |
| 7       | Michael Matthews  | Team Jayco AlUla                | z.t.     |
| 8       | Thibaud Gruel     | Groupama-FDJ                    | z.t.     |
| 9       | Clément Venturini | Arkéa-B&B Hotels                | z.t.     |
| 10      | Hugo Page         | Intermarché-Wanty               | z.t.     |
|         |                   |                                 |          |
| 31      | Nils Eekhoff      | Team dsm-firmenich PostNL       | z.t.     |

Bretagne Classic: 1931 · 1932 · 1933 · 1934 · 1935 · 1936 · 1937 · 1938 · 1939 - 1944 · 1945 · 1946 · 1947 · 1948 · 1949 · 1950 · 1951 · 1952 · 1953 · 1954 · 1955 · 1956 · 1957 · 1958 · 1959 · 1960 · 1961 · 1962 · 1963 · 1964 · 1965 · 1966 · 1967 · 1968 · 1969 · 1970 · 1971 · 1972 · 1973 · 1974 · 1975 · 1976 · 1977 · 1978 · 1979 · 1980 · 1981 · 1982 · 1983 · 1984 · 1985 · 1986 · 1987 · 1988 · 1989 · 1990 · 1991 · 1992 · 1993 · 1994 · 1995 · 1996 · 1997 · 1998 · 1999 · 2000 · 2001 · 2002 · 2003 · 2004 · 2005 · 2006 · 2007 · 2008 · 2009 · 2010 · 2011 · 2012 · 2013 · 2014 · 2015 · 2016 · 2017 · 2018 · 2019 · 2020 · 2021 · 2022 · 2023 · 2024
Classic Lorient Agglomération: 1999 · 2000 · 2001 · 2002 · 2003 · 2004 · 2005 · 2006 · 2007 · 2008 · 2009 · 2010 · 2011 · 2012 · 2013 · 2014 · 2015 · 2016 · 2017 · 2018 · 2019 · 2020 · 2021 · 2022 · 2023 · 2024
Tour Down Under ·
Great Ocean Road Race ·
Ronde van de Verenigde Arabische Emiraten ·
Omloop Het Nieuwsblad ·
Strade Bianche ·
Parijs-Nice · 
Tirreno-Adriatico · 
Milaan-San Remo ·
Ronde van Catalonië ·
Classic Brugge-De Panne ·
E3 Saxo Classic ·
Gent-Wevelgem ·
Dwars door Vlaanderen ·
Ronde van Vlaanderen ·
Ronde van het Baskenland ·
Parijs-Roubaix ·
Amstel Gold Race ·
Waalse Pijl ·
Luik-Bastenaken-Luik ·
Ronde van Romandië ·
Eschborn-Frankfurt ·
Ronde van Italië ·
Critérium du Dauphiné ·
Ronde van Zwitserland ·
Ronde van Frankrijk ·
Clásica San Sebastián ·
Ronde van Polen ·
Bretagne Classic ·
BEMER Cyclassics ·
Renewi Tour ·
Ronde van Spanje ·
GP van Quebec ·
GP van Montreal ·
Ronde van Lombardije ·
Ronde van Guangxi